# ハーバー・パーク
ハーバー・パーク (Harbor Park) は、アメリカ合衆国バージニア州ノーフォークにある野球場。ニューヨーク・メッツ傘下AAAノーフォーク・タイズの本拠地である。
造船所のクレーンのような照明灯やカラフルに並ぶ旗など、港町の球場らしい特徴をもつ。ライトレールのハーバー・パーク駅とアムトラックのノーフォーク駅が隣接している。